# アバター (小説)
『アバター』 (Avatar) は、山田悠介による日本の小説、またそれを原作とした日本映画。題名の通り、アバターを題材としている。

## あらすじ
主人公・阿武隈川道子は、クラスを仕切っているいじめグループのリーダーである女子・阿波野妙子から強制的に日本最大級の携帯専用SNSサイト・アバQに入会させられてしまったことで毎日が一変する。
アバQのベストドレッサー賞のグランプリに輝いた道子は、遂には阿波野から女王の座を奪うことに成功し学園の女王となる。その後は大規模なアバターサークルを作り上げ、自身の部下や幹部にはそれぞれ色の異なるガスマスクを与える。その際、自分と同じく阿波野にいじめられていた西園寺真琴には、銀のガスマスクが授けられた。
その後、道子は阿波野への復讐から、部下に阿波野を捕まえさせ、集団リンチをさせたうえ、西園寺にアイテムを削除させる。さらに道子は自身の地味な顔を消し去りたいという気持ちからアバターに似せた顔に整形する。リンチを受けて退学した阿波野は、女神のレアアイテムをプレゼントすると道子を騙し、西園寺を殺させた後、道子も殺そうとするが返り討ちにされて死ぬ。
その後、学園ではアバQのブームは過ぎ去ったうえ、道子も幹部の裏切りに遭うところで物語は終わる。

## 登場人物
阿武隈川 道子（あぶくまがわ みちこ）
演：橋本愛
地味で冴えない高校2年生の女子高生（劇場版では高校1年生）。クラスを仕切るいじめグループのリーダー・阿波野妙子によってSNSサイト・アバQに入会させられてしまうが、入会直後から毎日が一変。レアアイテムを得るため色々な手を使ってまで大金を手にしようとし、人格も狂気によって大きく変わる。
実は過去に大切な父親を阿波野の父親によって殺されて失っていた。幼少期から今まで阿波野へ復讐したいと心から願っていた。
阿波野 妙子（あわの　たえこ）
演：坂田梨香子
いじめグループのリーダーでSNSサイトのアバQの絶対的女王に君臨する女子高生。弱い者がレアアイテムを持っていると部下を使いそれを奪って見せびらかすということで生徒たちから支持を得る。主人公・道子を「アブコ」と呼んでいじめている。また、道子にアバQを紹介した張本人である。舌を出す癖があり、道子から「ヘビ女」と呼ばれている。
後に彼女の女王の座は大金を手にしてベストドレッサー賞を受賞した道子によって簡単に奪われることになり、道子への反逆者として道子の部下によって狙われる身となる。
西園寺真琴 （さいおんじ　まこと）
演: 水沢奈子
道子と同じく阿波野によっていじめられている女子高生。阿波野が女王として君臨している頃に彼女からアイテムの譲与を強制的に求められたが、自身がそれを拒んだことが原因で、彼女によって酷いいじめを受けていた。阿波野を恨み、同じくいじめを受けていた道子に阿波野の女王陥落を依頼する。道子はそれを承諾し大金を手にし始めて阿波野の女王陥落を目指した。
後に道子は学園の女王に君臨し、彼女は道子直属の部下となる（その証として彼女には銀のガスマスクが与えられている）。また道子の事を「道子様」と呼ぶようになる。道子の願いや依頼は何でも叶え、阿波野への復讐の際は自分も他の部下に交じってリンチをしていた。

## 書籍情報
- 単行本：山田悠介『アバター』角川書店、2009年11月30日初版発行、ISBN 978-4-04-874006-7
- 文庫版：山田悠介『アバター』角川書店 〈角川文庫〉、2013年2月23日発売、ISBN 978-4041006900　- 表紙挿画：しづ

## 映画
2011年4月30日に太秦の配給で公開。PG12指定 。

### キャスト
- 阿武隈川道子 - 橋本愛、初鹿野菜月（幼少期）
- 阿波野妙子 - 坂田梨香子、遠藤由実（幼少期）
- 西園寺真琴 - 水沢奈子
- 松元直美 - はねゆり
- 山之内均 - 佐野和真
- 片山理恵 - 指出瑞貴
- 仮屋由布子 - 大谷澪
- 入江京子 - 増山加弥乃
- 山根考美 - 清水富美加
- 岡崎美里 - 岡野真也
- 香川早紀 - 鈴木かすみ
- 本田菜穂 - 真凛
- 大久保凛 - 能年玲奈
- 長谷部彩 - ゆき
- 松井裕子 - 高樹リサ
- 及川亮一 - 鈴木拓（ドランクドラゴン）
- 松田幸造 - 保積ペペ
- 松田光代 - 大島蓉子
- 阿波野正征 - 滝藤賢一
- 東別府光太郎 - 温水洋一
- 溝口弘 - 加藤虎ノ介
- 阿武隈川恭子 - 紺野まひる

### 主題歌
- 「青写真」(The Alps[2])